# Peter H. Dailey
Peter H. Dailey (1er mai 1930 - 11 mars 2018) est un publicitaire américain, qui est ambassadeur des États-Unis en Irlande de 1982 à 1984.

## Biographie
Peter Dailey est né à la Nouvelle-Orléans en 1930 ; il fréquente l'UCLA où il joue au football américain universitaire pour les Bruins (1951-1953). Il est diplômé de l'UCLA Anderson School of Management en 1954 puis sert dans l'US Navy (1954-1956). Après son service militaire, il travaille pour Foote, Cone and Belding (1963-1964) puis Campbell Ewald (1964-1968) avant de devenir président-directeur général de sa propre entreprise, Dailey International Group, en 1968. La société est acquise par Interpublic en 1983.
Au travers de sa société publicitaire, Peter Dailey est le principal stratège médiatique pour le président Nixon lors des élections de 1972 puis pour le président Reagan lors des élections de 1980. Il siège au Comité consultatif présidentiel sur le contrôle des armements et le désarmement. Il est le conseiller de William J. Casey, directeur du renseignement central. À diverses époques, il est membre du conseil d'administration de plusieurs sociétés, dont Walt Disney Productions. Patricia Ann, la sœur de Dailey, est mariée à Roy E. Disney,, neveu de Walt.
En 1982, Dailey est nommé ambassadeur en Irlande par le président Ronald Reagan. Après confirmation par le Sénat, il présente ses lettres de créance aux dirigeants irlandais le 30 avril 1982. Il a le titre officiel d'ambassadeur extraordinaire et plénipotentiaire et occupe ce poste jusqu'au 15 janvier 1984. En 1984, Dailey reçoit un doctorat honorifique en droit (LL.D.) du Whittier College. En 1989, Dailey est intronisé au Temple de la renommée de l'athlétisme de l'UCLA.
L'épouse de Dailey, Jacqueline, est décédée en 2016 ; Le couple a cinq enfants. Peter Daley est décédé le 11 mars 2018 à son domicile de Pasadena à l'âge de 87 ans.